# 小行星3010
小行星3010（3010 Ushakov），天文學臨時編號1978 SB5，是一個位於小行星帶的小行星，由烏克蘭克里米亞天文台的天文學家柳德米拉·切爾尼赫發現於1978年9月27日。
該小行星以俄羅斯帝國海軍上將費奧多·烏沙科夫命名。

## 外部連結
- JPL Small-Body Database Browser on 3010 Ushakov

| 前一小行星： 3009 Coventry | 小行星列表 | 後一小行星： 3011 Chongqing |